# Вирусни хеморагични трески
Вирусни хеморагични трески (или трески с кръвоизливи) са вид човешки и животински болести, причинявани от пет различни семейства РНК вируси: Arenaviridae, Filoviridae, Bunyaviridae, Togaviridae и Flaviviridae. Всички видове хеморагически трески се свързват с треска и кръвоизливи и могат да прераснат в силна треска, шок или дори смърт в крайни случаи. Някои от вирусите на хеморагичнаите трески причиняват сравнително леки болести, като скандинавската нефропатия епидемика, причинена от хантавируса Пуумала, докато други, като африканския вирус на еболата причиняват тежки, опасни за живота болести.

## Причинители
- Arenaviridae причиняват треска от Ласа, аржентинска, боливийска и венецуелска хеморагична треска.
- Bunyaviridae от вида Хантавирус причиняват корейска хеморагична треска, от вида Найровирус – кримско-конгоанска хеморагична треска, а от вида Флебовирус – треска от долината Рифт.
- Filoviridae причиняват ебола и хеморагична треска Марбург.
- Flaviviridae причиняват денга, жълта треска, омска хеморагична треска и горска треска Киасанур.

Най-новооткритият вирус, причиняващ хеморагична треска е вируса Лухо, нов член на Arenaviridae, описан през 2009 г. и открит в Южна Африка.

## Биологично оръжие
Вирусите на хеморагичните трески се използват по много начини. Може би някои биха вкарвани в човешкото тяло по респираторен начин. Историческо свидетелство за ползването на хеморагичната треска като биологично оръжие не съществува за много от тези вируси, но такова използване е обмисляно.

## Важни епидемии на хеморагическа треска
- Мекамбо, Габон, има няколко епидемии на ебола.
- Селата Дурба и Уатса в Ориентале, Демократична република Конго са епицентър на епидемия на хеморагична треска Марбург през 1998 – 2000 г.
- Епидемията от хеморагична треска в село Муека, Деморатична република Конго, която започва през август 2007 г. и убива 103 души (100 възастни и три деца) е причинена от ебола.
- Някои смятат, че не бубонната чума, а вид хеморагична треска е причинила Черната смърт през Средновековието.[2]